# Acontia viridescens
Acontia viridescens är en fjärilsart som beskrevs av W. Warren 1913. Acontia viridescens ingår i släktet Acontia och familjen nattflyn. Inga underarter finns listade i Catalogue of Life.